# بهینه‌سازی شبکه گسترده
بهینه سازی شبکه گسترده شامل روش‌ها و فناوری‌هایی است که طی آن ارتباطات و داده‌هایی که از شبکه‌های گسترده عبور می‌کنند، ساده سازی می‌شوند. نتیجه ساده‌سازی ارتباطات و داده‌ها افزایش سرعت ارتباطات و صرفه جویی در پهنای باند مصرفی می‌باشد.

## روش‌های مورد استفاده
برای ساده سازی و افزایش سرعت تبادل داده‌ها در شبکه‌های گسترده روش‌های متنوعی وجود دارد. تمامی روش‌های موجود و در حال توسعه به دنبال دو هدف اصلی می‌باشند. اولین هدف جلوگیری از تکرار داده‌ها و دومین مورد کاستن از زمان پاسخگویی برنامه‌ها است.
فناوری‌هایی که برای این منظور استفاده می‌شوند در سه زمینه اثر بخش می‌باشند:
- ساده سازی داده‌ها (Data Streamlining)
- ساده سازی مسیر ارتباطی (Transport Streamlining)
- ساده سازی برنامه‌ها و پروتکل‌ها (Application Streamlining)

### فناوری‌های مورد استفاده
- جلوگیری از تکرار داده‌ها: با تشخصیص ترافیک مورد تبادل و شکستن اطلاعات به اجزای سازنده در سطح بایت امکان جلوگیری از رد و بدل شدن داده‌های تکراری به وجود می‌آید. نرم‌افزارها و سیستم‌های مختلف از روش‌های متنوعی برای انجام DeDuplication استفاده می‌کنند.
- فشرده سازی: استفاده از فشرده‌سازی داده‌ها در ابتدا و انتهای مسیر ارتباطی، باعث تبادل حجم کمتری از داده‌ها می‌شود. کاهش حجم باعث امکان تبادل داده‌های بیشتری در زمان یکسان می‌شود.
- استفاده از Caching:حجم زیادی از داده‌هایی که در شبکه‌های گسترده رد و بدل می‌شوند، تکراری می‌باشند. برای جلوگیری از این تکرار می‌توان از DeDuplication یا ذخیره فایل‌ها (Caching) استفاده نمود. استفاده از Caching دارای محدودیت‌ها و معایبی است که از آن جمله می‌توان به عدم امکان نگهداری قسمتی از فایل‌ها اشاره کرد.
- استفاده از TCP Proxy: